# Tauernkogel (Venedigergruppe)
Der Tauernkogel (auch Felber Tauernkogel) ist ein 2988 m ü. A. hoher Berg in der Venedigergruppe der Hohen Tauern. Er liegt westlich des Felber Tauerns, über seinen Gipfel verläuft die Grenze zwischen Salzburg und Tirol. Er ist in einer schwierigen Bergtour über ein steiles Schneefeld in rund 1,5 Stunden von der St. Pöltner Hütte zu erreichen.